# Affinitet

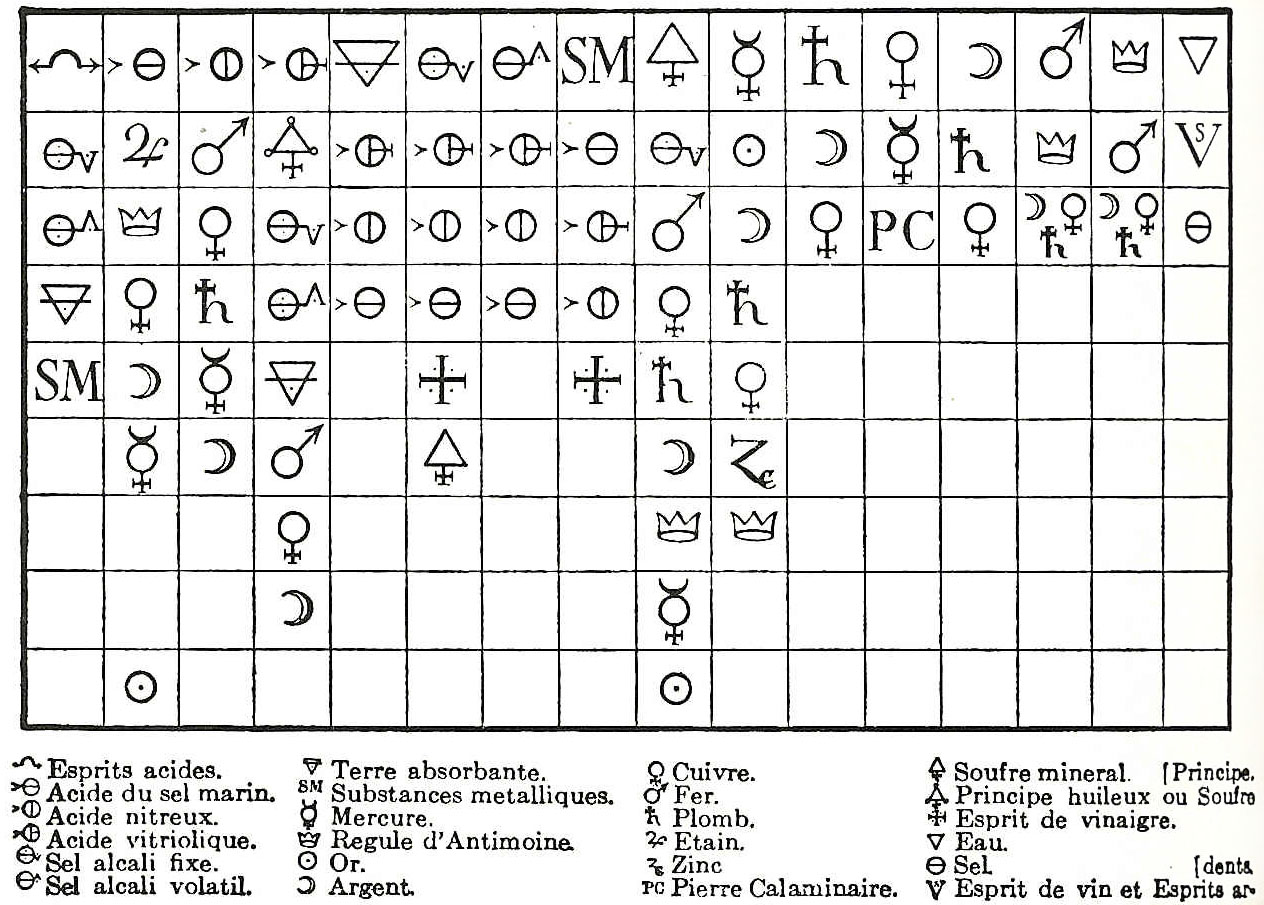
Den första affinitetstabellen från 1718, utformad av den franske kemisten Étienne François Geoffroy.

Affinitet, från latinska affinitas (släktskap), är en beteckning för interaktioner mellan grundämnen eller kemiska föreningar,  den "dragningskraft" som gör att dessa reagerar med varandra, det vill säga bildar andra föreningar. Begreppet används och har använts i flera olika betydelser, men syftar oftast på specifika interaktioner, det vill säga att föreningar har starkare interaktioner med vissa föreningar än andra.
Affinitet är ett mycket gammalt begrepp som använts inom naturvetenskapen sedan 1600-talet. Affinitetsbegreppet var i vissa betydelser mer flitigt använt fram till början av 1900-talet än det varit sedan dess, och är i flera av dessa betydelser att betrakta som föråldrat. Det som successivt ledde till att affinitetsbegreppet ersattes av mer specifik terminologi var utarbetandet av en jämviktslära baserad på kemisk termodynamik från slutet av 1800-talet, och att man började skilja tydligare mellan jämviktsfenomen och reaktionskinetik.

## Affinitet som termodynamiskt begrepp
Affinitet som ett mått på den "kraft" som utvecklades vid en kemisk reaktion, eller som krävdes för att få reaktionen att gå i motsatt riktning, motsvaras av flera olika moderna termodynamiska begrepp: inre energi, entalpi, entropi eller Gibbs fria energi. Även jämviktskonstanten för en reaktion, som kan beräknas ur dessa storheter, är ett mått på det som förr kallades "affiniteten". Begreppet affinitetskonstant används fortfarande som beteckning på inversen av dissociationskonstanten.

## Affinitet som kinetiskt begrepp
Även reaktioners hastighet har periodvis setts som ett mått på affiniteten. Denna sammanblandning av jämvikts- och hastighetsbegrepp för kemiska reaktioner upphörde mot slutet av 1800-talet, när det klarnade att de var olika fenomen.

## Affinitet inom biokemi
Inom biokemi används fortfarande begreppet affinitet, framför allt som ett mått på styrkan av bindningen mellan ett protein och en ligand, som kan variera stort beroende på olika former av specifika interaktioner. Kvantitativt beskrivs detta av dissociationskonstanten. Detta fenomen ligger bland annat till grund för affinitetskromatografi.